# Музей на македонската борба (Хромио)
 Тази статия е за музея в Костур.  За други едноименни музеи, вижте Музей на македонската борба.  
Музеят на македонската борба (на гръцки: Μουσείο Μακεδονικού Αγώνα) в Хромио (Свилци), Гърция е посветен на революционните борби на гърците в областта Македония от периода на Османското владичество до присъединяването на Егейска Македония към Гърция след Междусъюзническата война.
Намира се на 4 километра северно от село Хромио, в планината Червена гора (Вуринос) и представлява музей на открито, заемащ над 70 000 квадратни метра. Музеят е разположен на територията на бившето село Вурино, чиито жители са се изселили в Хромио и съседните селища. Единствената запазена сграда от историческото село е църквата „Свети Николай“ (1859), в която са реставрирани забележителни стенописи, и която е основата на музейния комплекс. Тя е свързана с гръцкото въстаническо движение от 1878 година – в нея свещеникът освещава въстаническото знаме.
Музеят е създаден в 1989 година. В музейния комплекс са издигнати бюстове на видни андарти, Филип II Македонски, Аристотел, Александър III Македонски и други. В музейната сграда се съхраняват фотографии, печати и мощи на участници в андартското движение.
- „Свети Николай“
- Интериорът на музея
- Интериорът на музея
- Интериорът на музея

- Бюстове на Александър III и Филип II Македонски
- Бюст Василий I Македонец